# Modrý most (Petrohrad)
Modrý most (rusky Си́ний мост) je most přes řeku Mojku v ruském městě Petrohrad. Nachází se v Admiralitním rajónu a navazuje na Isakijevské náměstí, v jeho sousedství stojí Mariinský palác. Most má jediný oblouk, je dlouhý 35 metrů a široký 97,3 metru. Je nejširším mostem v Petrohradu a Rusové ho označují za nejširší most světa, což však Guinnessova kniha rekordů neakceptovala. Most je využíván převážně jako parkoviště.

## Historie
V roce 1737 zde Harmen van Bol'es postavil dřevěný most, který byl natřen modrou barvou pro odlišení od ostatních petrohradských mostů. Tento most byl v roce 1818 nahrazen litinovou konstrukcí na kamenných pilířích podle projektu Williama Hesteho. V letech 1842–1844 proběhla přestavba, při níž byl most rozšířen z původních 41 m na více než dvojnásobek. Ve třicátých letech 20. století vznikl nový železobetonový oblouk a původní dlažbu nahradil asfalt. V roce 1971 byl u vstupu na most vztyčen žulový sloup zakončený trojzubcem, na němž je vyznačeno, kam sahala hladina při největších povodních, které Petrohrad postihly v letech 1824, 1903, 1924, 1955 a 1967. K další rekonstrukci došlo v letech 2013–2014.